# Gametoides
Gametoides is een geslacht van kevers uit de familie bladsprietkevers (Scarabaeidae). Het geslacht werd voor het eerst wetenschappelijk beschreven in 2006 door Antoine.

## Soorten
- Gametoides sanguinolenta (Olivier, 1789)
- Gametoides subfasciata (Swederus, 1787)